# Миллс, Хизер
Хи́зер Энн Миллс (англ. Heather Anne Mills; род. 12 января 1968 года, Олдершот, Ланкашир, Англия) — бывшая британская фотомодель, благотворительница, бывшая жена музыканта Пола Маккартни.
На протяжении своего брака с Маккартни была известна как Хизер Миллс Маккартни (Heather Mills McCartney), однако правильно должна была именоваться (как жена имеющего рыцарское звание) леди Маккартни.
В 1993 году в Лондоне была сбита полицейским мотоциклом и получила серьёзные травмы, лишившись в результате части левой ноги, примерно на 15 см ниже колена. Позднее она продала свою историю в газету News of the World и использовала полученные средства для создания фонда Heather Mills Health Trust, который перерабатывает выброшенные протезы.

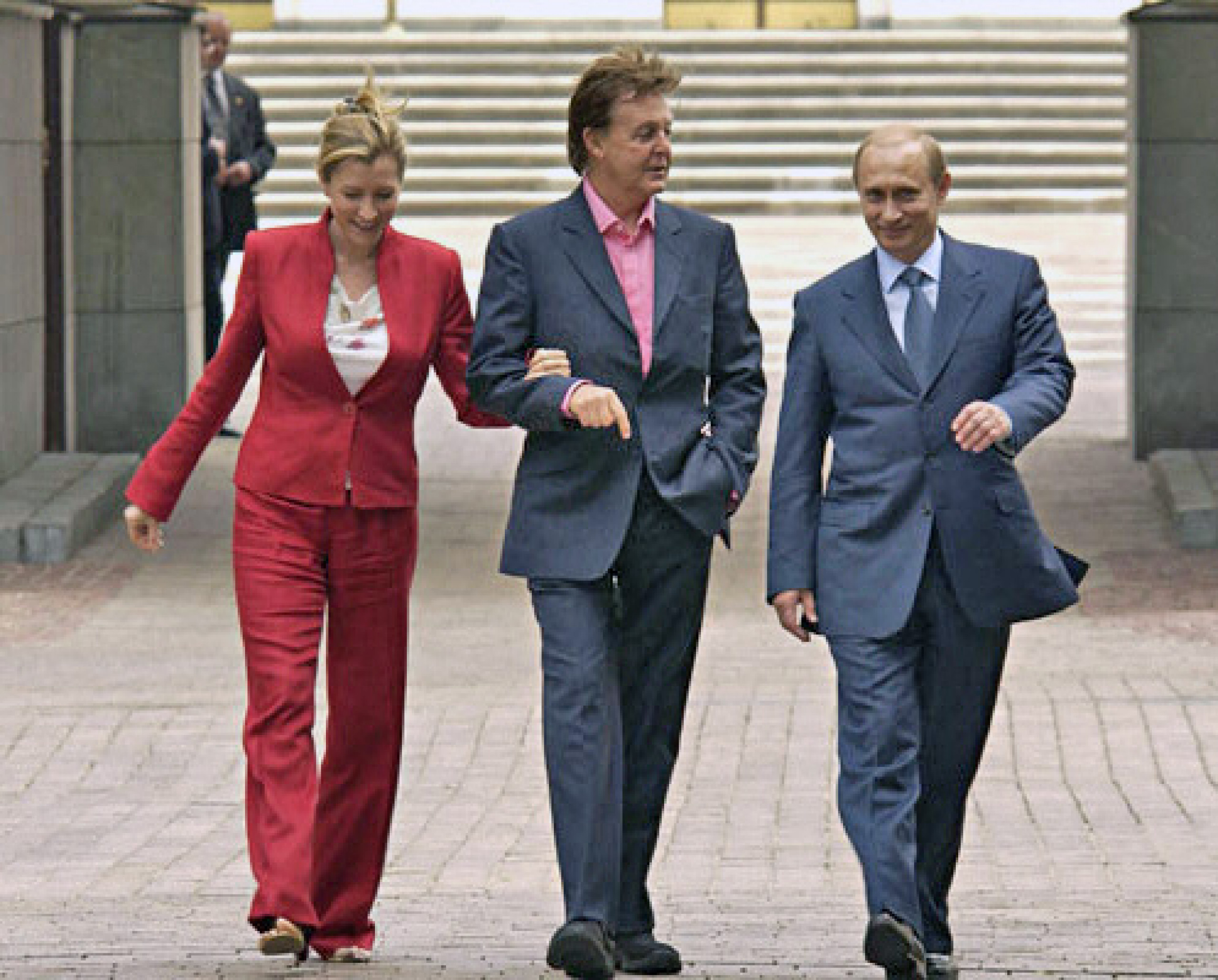
Пол и Хизер Маккартни прогуливаются по Кремлю в компании Путина, 2003 год

Миллс встретила Маккартни на благотворительном мероприятии Pride of Britain и они поженились 11 июня 2002 года. Миллс родила дочь Беатрис Милли (Beatrice Milly McCartney) 28 октября 2003 года. Начиная с 2006 года они проживали с Маккартни раздельно, когда он инициировал широко освещавшийся бракоразводный процесс, в результате которого Миллс получила 24 миллиона фунтов стерлингов; развод совершился 17 марта 2008 года.
Является руководителем Viva! и Vegetarian and Vegan Foundation, вице-президентом Limbless Association, а также бывшим Послом Доброй Воли ООН по программе Adopt-A-Minefield. Она продолжает участвовать в различных кампаниях, включая помощь перенёсшим ампутацию, права животных и кампанию за запрет противопехотных мин.

## Интересные факты
Приёмную дочь Пола Маккартни от первого брака его первой жены Линды тоже зовут Хизер.